# H.Kodihalli, Mulbagal
H.Kodihalli là một làng thuộc tehsil Mulbagal, huyện Kolar, bang Karnataka, Ấn Độ.